# 올로모우츠구

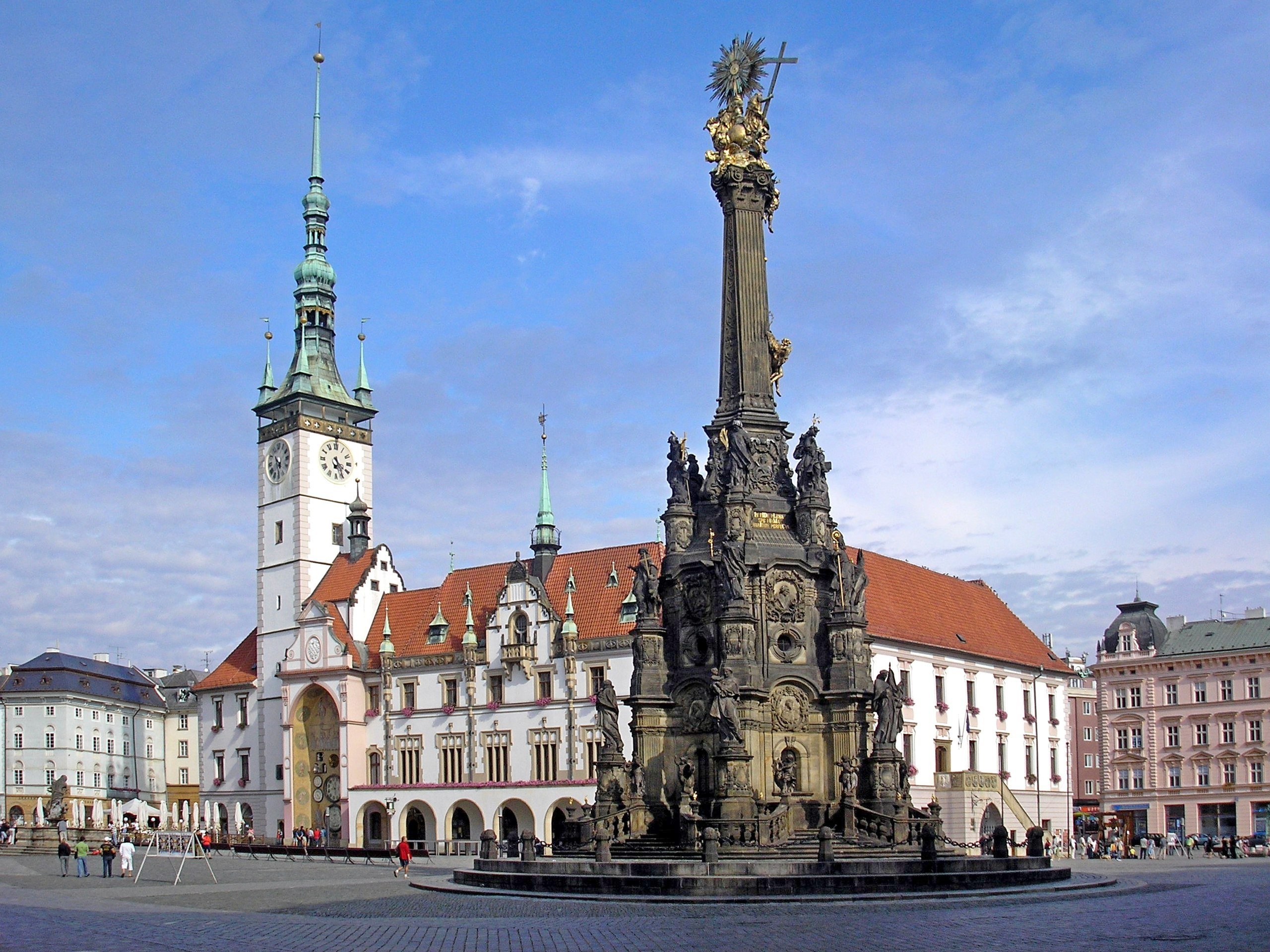
올로모우츠구의 행정 중심지인 올로모우츠

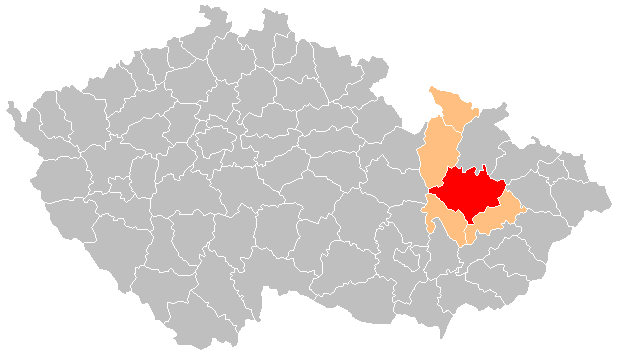
올로모우츠구의 위치

올로모우츠구(체코어: Okres Olomouc)는 체코 올로모우츠주를 구성하는 5개 구 가운데 하나로 행정 중심지는 올로모우츠이며 면적은 1,620.28km2, 인구는 234,939명(2019년 1월 1일 기준), 인구 밀도는 140명/km2이다.
올로모우츠주 중부에 위치하며 97개 지방 자치체(10개 시, 87개 마을)를 관할한다. 올로모우츠주 슘페르크구, 프로스테요프구, 프르제로프구, 파르두비체주 스비타비구, 모라바슬레스코주 브룬탈구, 오파바구, 노비이친구와 접한다.
제2차 세계 대전 이후 리바바 군사지구(Vojenský újezd Libavá)가 설치되어 냉전 동안 소련군이 주둔하기도 했다. 2016년 군사지구가 축소되며 리바바(Libavá) 등 여러 마을이 다시 개방되었다.